# Rosalie Slaughter Morton

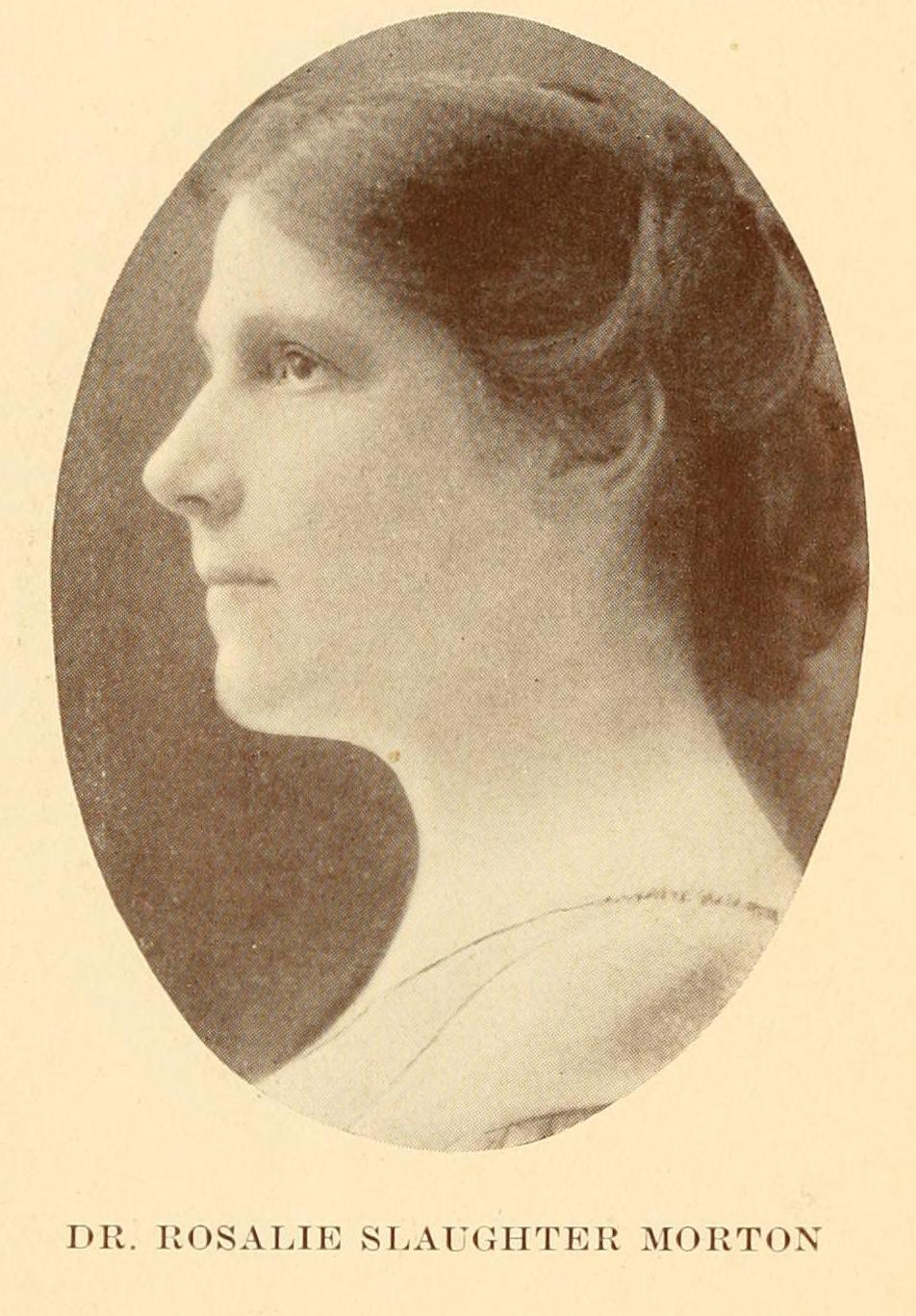
Rosalie Slaughter Morton

Rosalie Slaughter Morton (ur. 28 października 1876 w Lynchburgu, zm. 5 maja 1968 w Winter Park) – amerykańska lekarka, specjalistka położnictwa i ginekologii. 
Była pierwszą kobietą wykładającą na Columbia University's College of Physicians and Surgeons. W 1909 została pierwszą przewodniczącą Public Health Education Committee of the American Medical Association. Czyniła starania w kierunku równouprawnienia kobiet i mężczyzn w służbie lekarzy wojskowych podczas I wojny światowej. Od 1912 do 1918 wykładała ginekologię w Polyclinic Hospital and Post-Graduate Medical School.

## Wybrane prace
- A woman surgeon: the life and work of Rosalie Slaughter Morton. Frederick A. Stokes company, 1937